# Entreculturas
Entreculturas es una organización no gubernamental de cooperación para el desarrollo (ONGD) promovida por la Compañía de Jesús que trabaja por la educación y el desarrollo de los pueblos desde la convicción de que la educación es un Derecho Humano fundamental del que ninguna persona puede quedar excluida. Es miembro del Movimiento Internacional de Educación Popular Fe y Alegría, red internacional presente en 17 países de América Latina y el Caribe, 3 de África y 2 de Europa. Su principal órgano de dirección es un patronato con personas vinculadas al trabajo educativo y social y a la Compañía de Jesús. Su actual director general es Martín Iriberri sj, quien sucedió en 2023 al también jesuita Daniel Villanueva, que ahora mismo preside la Federación Internacional Fe y Alegría.
En América Latina y África apoya iniciativas que promueven la educación de los más desfavorecidos que van desde la construcción de aulas a la formación de docentes, pasando por el apoyo a programas educativos por radio, centros de formación profesional o la puesta en marcha de programas de apoyo alimenticio. Dichas acciones educativas se complementan con la promoción de iniciativas comunitarias para avanzar hacia la ciudadanía, la inclusión plena en la vida social y la participación democrática.
El principal socio en América Latina es Fe y Alegría que nació en Venezuela en 1955 como propuesta educativa popular de calidad y hoy está presente en 14 países con 1,2 millones de alumnos. Entreculturas es miembro de la Federación Internacional de Fe y Alegría. En Sudáfrica y en el norte de África Entreculturas promueve la educación en los campos de refugiados. En enero de 2016, ante la insuficiente respuesta estatal del drama de los refugiados en el Mediterráneo y junto con otros sectores de la Compañía de Jesús, ha lanzado la campaña Hospitalidad.
En España promueve campañas educativas, de comunicación, investigaciones y acciones de incidencia política que sensibilicen a la sociedad española hacia la necesidad de considerar la educación de todas las personas como una causa por la que vale la pena comprometerse.
Actualmente, la campaña educativa que Entreculturas ha puesto en marcha recibe el nombre de "¿Igual-da?", y sus principales objetivos son:
1. Sensibilizar sobre los fenómenos de exclusión asociados a la desigualdad de oportunidades, especialmente en el ejercicio del derecho a la educación.
2. Favorecer la reflexión y comprensión de la equidad y la inclusión como parte de las actitudes estrategias y políticas encaminadas a la igualdad de oportunidades, haciendo hincapié en el ámbito educativo.
3. Promover actitudes y valores que faciliten la participación activa a nivel local y global en la transformación de procesos de exclusión; y conectar con otras iniciativas sociales con este mismo fin

Para llevar a cabo todas estas acciones cuenta con personal contratado, pero sobre todo con el trabajo del voluntariado integrado en las 27 delegaciones repartidas en el territorio español.
Mención especial merece, dentro de las actividades de sensibilización y educación, la Red Solidaria de Jóvenes. Dicha idea nació en Andalucía en 1999 y tiene por objetivo mantener una red de jóvenes con edades comprendidas entre los 14 y 18 años que realicen actividades solidarias en sus centros y en sus comunidades. Hoy la Red está implantada en Andalucía, Asturias, Castilla y León, Extremadura, Madrid, Murcia, Galicia, Valencia y La Rioja. Recientemente y tras considerarse que se debería dedicar un espacio a los chicos y chicas que cumplen los 18 años y se marchan fuera del centro educativo (y, por lo tanto, de la Red) se creó (de nuevo en Andalucía) el grupo de “18 y más”, teniendo su primer encuentro nacional en Valencia, del 11 al 13 de marzo de 2011 al que asistieron jóvenes +18 de Andalucía, Región de Murcia y Comunidad Valenciana.
Entreculturas dispone de una plataforma educativa llamada “Redec” con acceso a multitud de funciones y utilidades tanto para los chicas y chicas de la Red y +18 como para familias, niños e, incluso, centros educativos y educadores de sensibilización y educación para el desarrollo